# Casa Alfred E. Smith
La Casa Alfred E. Smith (en inglés: Alfred E. Smith House) es una casa histórica ubicada en Nueva York, Nueva York. La Casa Alfred E. Smith se encuentra inscrita como un Hito Histórico Nacional en el Registro Nacional de Lugares Históricos desde el 28 de noviembre de 1972.  

## Ubicación
La Casa Alfred E. Smith se encuentra dentro del condado de Nueva York en las coordenadas 40°42′44″N 73°59′55″O / 40.712222, -73.998611.